# Soulignac
Soulignac é uma comuna francesa na região administrativa da Nova Aquitânia, no departamento da Gironda. Estende-se por uma área de 11,49 km². Em 2010 a comuna tinha 438 habitantes (densidade: 38,1 hab./km²).